# Clyde Football Club
El Clyde Football Club és un club de futbol escocès fundat el 1877 al riu Clyde a Glasgow. Entre 1994 i 2022 va tenir la seu al Broadwood Stadium de la ciutat de Cumbernauld, North Lanarkshire, i des d'aleshores a New Douglas Park, Hamilton, South Lanarkshire.
El 6 de març de 1883 fou un dels 6 clubs fundadors de la Glasgow Football Association. Els seus majors èxits foren tres victòries a la Copa d'Escòcia els anys 1939, 1955 i 1958.

## Palmarès
- Scottish Division Two:
  - 1904–05, 1951–52, 1956–1957, 1961–62, 1972–73

Gràfic amb les posicions del Clyde a la lliga.

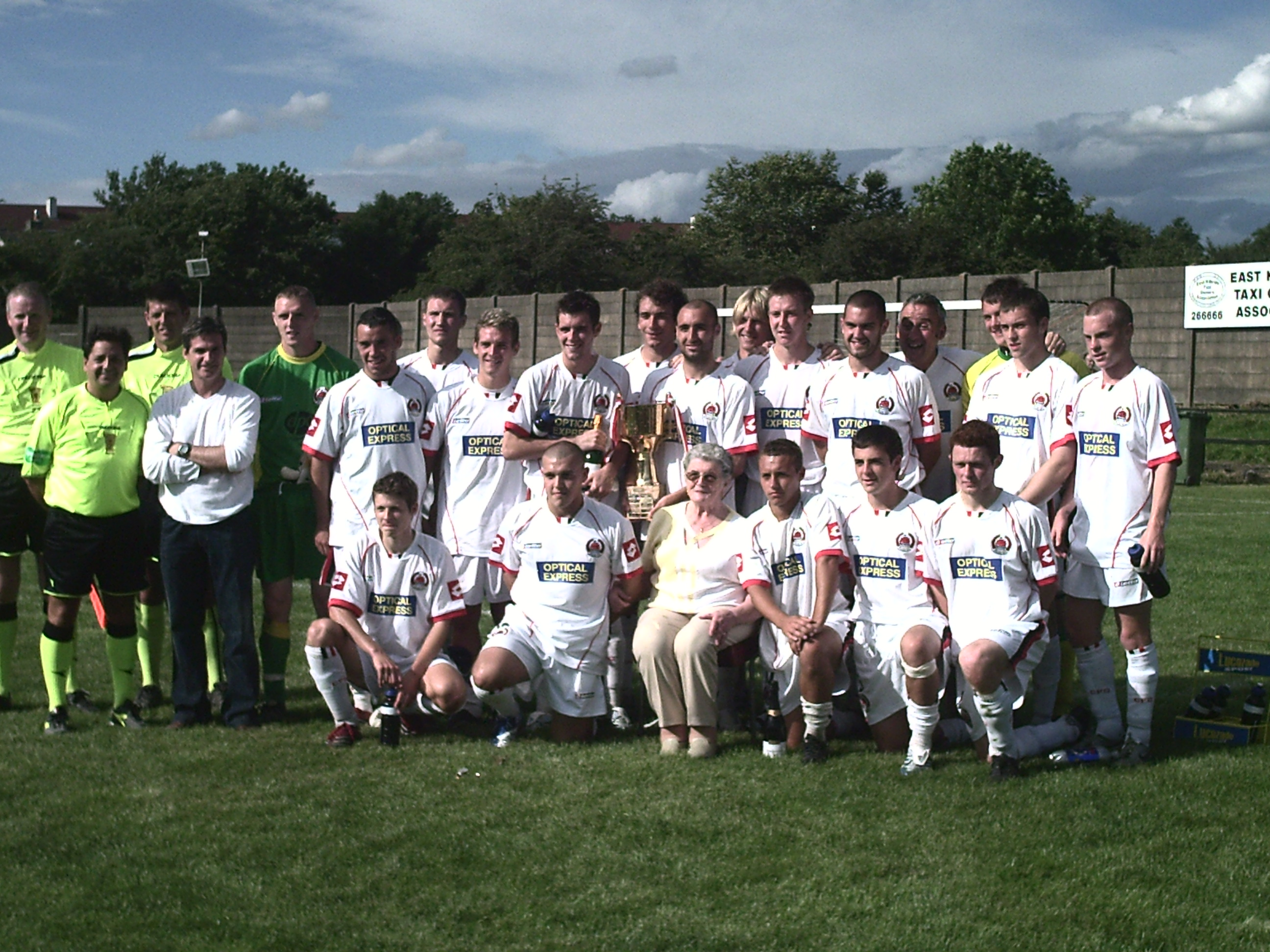
Clyde l'any 2006.

- Copa escocesa de futbol:[5]
  - 1938–39, 1954–55, 1957–58